# Mal Evans
Mal Evans (* 27. Mai 1935 in Liverpool, England; † 5. Januar 1976 in Los Angeles, USA) war ein britischer Roadie. Er war bekannt als Assistent und Roadmanager (Tourmanager) der Band The Beatles.
Evans lernte George Harrison in den frühen 1960er Jahren während eines dreimonatigen Engagements im Cavern Club in Liverpool kennen. Er wurde zunächst Türsteher und danach als Roadie und Leibwächter der Beatles eingestellt. Er bekleidete diese Aufgabe bis zur Auflösung der Band im Jahr 1970.
Im Jahr 1966 war er „Namensgeber“ für Sgt. Pepper (erschienen 1967), indem er, nach einer mit Paul McCartney unternommen Reise zu Jane Asher nach Denver, auf dem Rückflug im Flugzeug sinngemäß übersetzt fragte „Gibst du mir mal Salz und Pfeffer?“ und McCartney daraus „Sergeant Pepper“ herausverhörte.
Mit Neil Aspinall, dem Assistenten der Beatles, teilte er sich eine Zeit lang eine Wohnung in der Sloane Street.
Evans produzierte anfangs das Soloalbum Two Sides of the Moon von Keith Moon, war an Strawberry Fields Forever, Helter Skelter sowie an Being for the Benefit of Mr. Kite! beteiligt und ist in der ursprünglichen Aufnahme von A Day in the Life zu hören. Daneben war er auch in den Beatles-Filmen Help!, Magical Mystery Tour und Let It Be zu sehen.
Nach dem Scheitern seiner Ehe geriet er in eine persönliche Krise. Am 5. Januar 1976 drohte er, offenbar unter Drogeneinfluss, mit Selbstmord. Eine Freundin rief die Polizei. Evans hatte eine Waffe in der Hand. Als er diese auf einen Polizisten richtete, wurde er erschossen.